# 巴倫·特朗普
巴伦·威廉·特朗普（英語：Barron William Trump；2006年3月20日—）是美国第45任和第47任总统唐纳德·特朗普的第五个也是年龄最小的子女，也是他与第三任妻子梅拉尼娅·特朗普唯一所生的子女，使得他成为美国第一家庭的一员。巴伦还是美国历届现任总统中年龄最小的儿子。
在其父亲的第一任总统任期内，巴伦是一个不关心政治的人物。尽管梅拉尼娅试图让儿子远离政治，但他仍然吸引媒体的关注。巴伦在当时表现出对足球的兴趣，并签约少年队华盛顿联队学院担任中场球员。
自父亲离开白宫后，巴伦便迁至佛罗里达州居住，并于2024年5月从西棕榈滩的津桥学校毕业。巴伦曾受邀在2024年共和党全国代表大会上担任佛罗里达州的不分区代表，但遭到他本人的拒绝。2024年7月，他与伙伴合伙创立了一家房地产公司，但在父亲再次赢得总统选举后，公司解散。年轻男性共和党选票的增加归功于巴伦向父亲的竞选团队提出的联系播客和其他网络红人的建议。

## 早年生活及教育背景

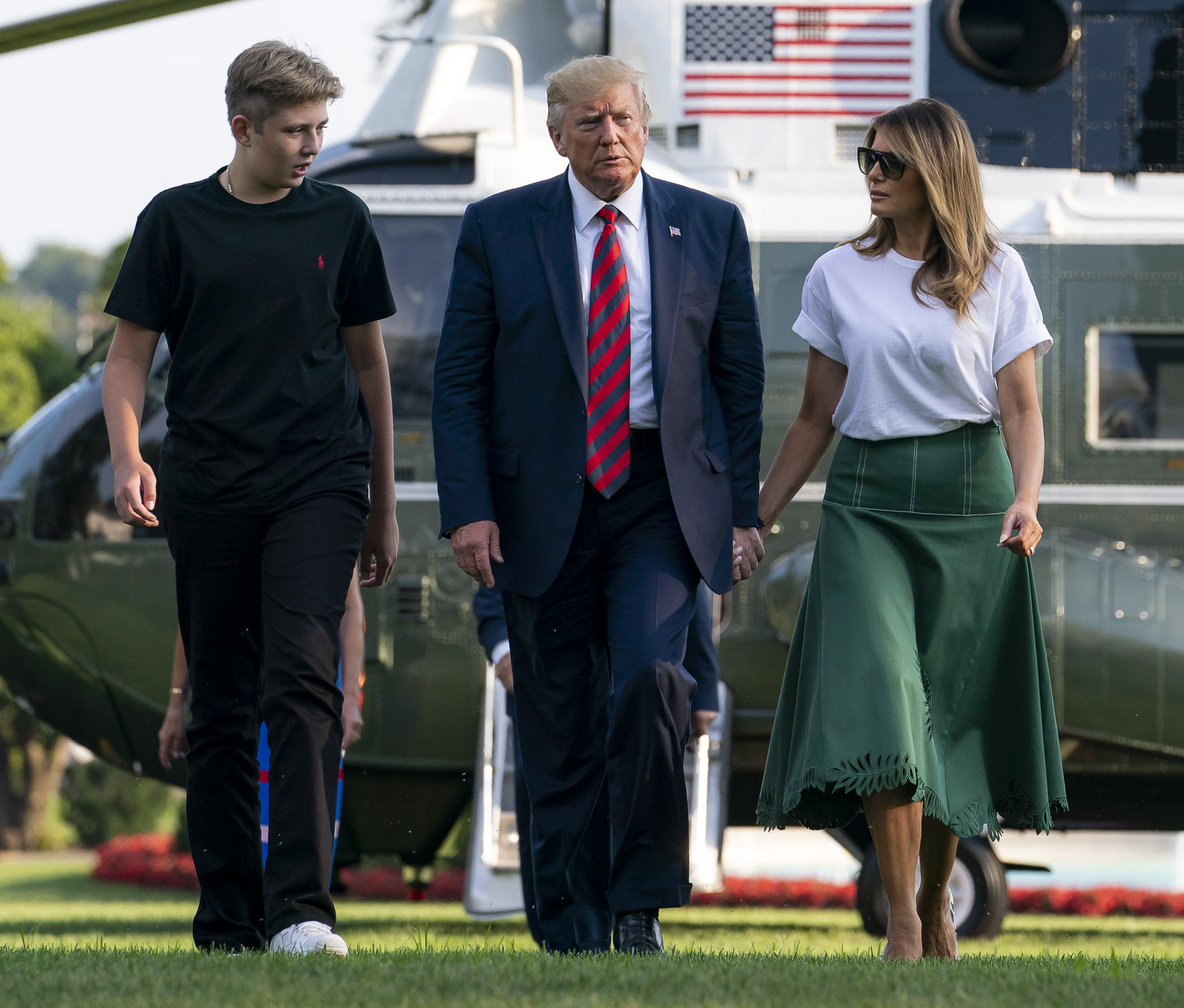
2019年，巴伦·特朗普与父母合影

巴伦·威廉·特朗普于2006年3月20日出生，是唐纳德·特朗普和梅拉尼娅·克瑙斯所生的儿子，在佛罗里达州棕榈滩的贝塞斯达海滨圣公会教堂受洗。早年的巴伦成长于纽约市的特朗普大厦，并拥有属于本人的一层楼，在哥伦比亚语法预备学校完成小学教育。他拥有德国、苏格兰和斯洛文尼亚血统。
唐纳德·特朗普在2005年8月得知梅拉尼娅怀孕的消息后表示很惊讶。唐纳德·特朗普对“巴伦”（Barron或Baron）这个名字表现出浓厚的兴趣，他曾与玛拉·梅普尔斯的婚外情中称自己为“巴伦”，也曾要求根据他的房地产生涯改编的电视剧的编剧将主角称为“巴伦”，且至少自1980年起就使用“约翰·巴伦”的化名。最终，唐纳德·特朗普为新生儿子取名“巴伦”，而梅拉尼娅·特朗普则取中间名“威廉”。梅拉尼娅一直是巴伦的主要监护人；据《人物》杂志报道，照护巴伦是她的首要任务。梅拉尼娅在接受ABC新闻采访时称巴伦“不是个爱穿运动裤的孩子”，他偶尔会在参加棒球比赛、高尔夫活动和网球课时打扮成父亲的模样。据玛丽·乔丹在2020年著作《她的交易艺术》中所述，唐纳德·特朗普的一些朋友认为，自巴伦出生后，父亲对梅拉尼娅的兴趣开始减少。
2015年6月，巴伦出席了父亲的总统竞选宣布会。巴伦的父亲于2016年11月赢得选举；选举结束后，小特朗普和母亲因担心他的公众形象和学业而在纽约停留约六个月。2015年9月接受《人物》杂志采访时，他表示担心如果不得不搬到华盛顿特区居住，可能会失去友谊。在父亲的第一任期就职典礼上，巴伦坐在母亲旁边。巴伦是自小约翰·肯尼迪以来第一位入住白宫的总统儿子。2017年，他邀请他的班级同学到白宫参观。2017年8月21日，巴伦出现在白宫的杜鲁门阳台观看日食。巴伦于9月开始就读位于马里兰州波托马克的预科学校圣安德鲁圣公会学校。母亲梅拉尼娅称该校“族群多元，致力于学术卓越”。2020年2月，白宫代理幕僚长米克·马尔瓦尼表示，唐纳德·特朗普经常与儿子联系。
唐纳德在2020年总统选举中失利后离开白宫，回到海湖庄园居住。自选举以来，梅拉尼娅一直“非常保护”巴伦。巴伦并未出席他父亲在第一任期内的最后一次演讲。2021年8月，巴伦开始在佛罗里达州西棕榈滩的津桥学校就读，并受到特勤局的保护直至2022年。巴伦于2024年5月从津桥学校毕业，并于2024年9月在纽约大学史登商學院就讀，再次受到特勤局的保护。

## 经历

### 政治经历
唐纳德·特朗普在一次采访中表示，其子巴伦对政治感兴趣，并以此为他提供政治建议。据莫莉·海明威称，巴伦批评父亲在2020年的一场辩论后没有让乔·拜登发言。据《华尔街日报》报道，2024年3月，巴伦出席了与其父亲以及商人埃隆·马斯克和纳尔逊·佩尔茨的会议。4月，巴伦在海湖庄园与商人帕特里克·贝特-大卫和贾斯汀·沃勒、综合格斗选手科尔比·卡温顿以及保守派人物博·劳登合影。贝特-大卫称，是巴伦邀请贝特-大卫出席此次活动。据《每日电讯报》报道，巴伦和劳登为朋友关系。5月，巴伦受邀成为2024年共和党全国代表大会的佛罗里达州不分区代表，他的兄长埃里克、小特朗普和姐姐蒂芙尼也一同出席。巴伦以“先前已有承诺”为由拒绝了邀请。据《每日邮报》报道，巴伦和劳登安排了巴伦的父亲与网红阿丁·罗斯的采访。
2024年7月，巴伦与父亲在佛罗里达州多拉的一场集会上同时亮相。巴伦采访网络主播阿丁·罗斯受到他父亲的称赞。ABC新闻称，巴伦是父亲的播客顾问。巴伦的母亲后来表示，巴伦在为唐纳德争取年轻选民方面发挥了重要作用。随后巴伦出席了父亲在2024年总统选举后的胜选演讲，以及父亲的第二任期就职典礼。在2025年的就职典礼上，巴伦的父亲称赞建议他出现在乔·罗根的播客中，据报道此举帮助父亲赢得选举。据说，巴伦提出了众多建议，以便将父亲与播客和在年轻男性中受欢迎的网络红人联系起来。

### 商业经历
2024年7月，巴伦与伙伴共同创立房地产公司Trump, Fulcher & Roxburgh Capital Inc.。该公司在2024年总统选举后解散，在巴伦父亲的第二任总统任期内没有重建的计划。同年9月，他被列为世界自由金融组织的“去中心化金融远见者”。据《纽约时报》报道，与巴伦有关系的房地产投资者史蒂夫·威特科夫设想巴伦的角色是对迷因币的威慑，并为他提供商业经验。《纽约时报》后来报道称，巴伦敦促他的父母参与加密货币的投资。

## 公众形象

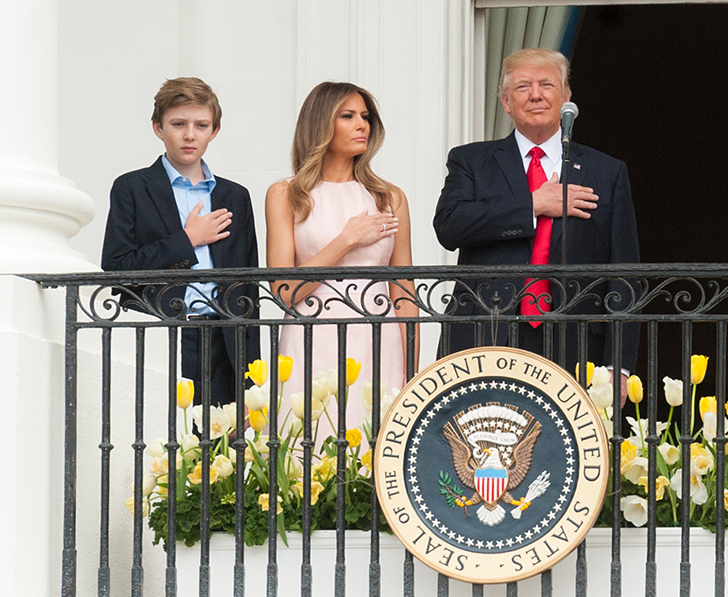
巴伦与父母出席2017年复活节滚彩蛋活动

巴伦出生两个月后，便与母亲梅拉尼娅共同参加《奥普拉·温弗里秀》的录制。他的母亲希望避免父亲的政治生涯扰乱儿子的生活。巴伦就读圣安德鲁圣公会学校期间，特朗普政府试图避免引起外界关注。记者凯特·安德森·布劳尔认为，对巴伦的批评促使他的家人决定将他送到离白宫较远的学校，而不是像倾向进步的西德维尔友谊学校这样的学校。巴伦在圣安德鲁学校就读期间作为特勤局的保护对象。COVID-19疫情期间，圣安德鲁学校并未重新开放。
2019年12月，在密歇根州巴特尔克里克的一次集会上，唐纳德表示巴伦可以访问中央公园并吸引比伊丽莎白·沃伦更多的观众。巴伦的父亲证明儿子对电脑的明显了解，父子曾出席拉斯维加斯的一场活动，并表示巴伦可以开发一个改进的HealthCare.gov网站。唐纳德在2022年的保守政治行动会议上讲述了他儿子解锁电脑的能力。
2014年，巴伦父子默默聆听泰勒·斯威夫特歌曲《空格》的视频在网上疯传。梅拉尼娅·特朗普在2018年“Be Best”运动的一次活动上表示，巴伦没有社交媒体账户。据《纽约时报》2020年12月报道，巴伦名下活跃的推特账户超过一百个，不包括标记为讽刺的账户。巴伦的身份被一位来自宾夕法尼亚州梅坎尼克斯堡的其父亲的支持者伪造，此人使用特朗普名下的推特账户为自己募集捐款。2021年6月，该男子因欺诈和身份盗窃被联邦调查局起诉。

## 个人生活
由于母亲的斯洛文尼亚血统，巴伦能说一口流利的斯洛文尼亚语，幼年还带有斯洛文尼亚口音，但到2024年消失。梅拉尼娅在接受《人物》杂志采访时说，她的儿子经常和他的祖母阿玛莉娅·克纳夫斯交谈，直至2024年1月去世。巴伦自出生即拥有斯洛文尼亚公民权，同时拥有欧盟公民身份。其母亲代表他申请公民身份，且仍为他申请斯洛文尼亚护照换领。巴伦的外祖父母曾教巴伦唱斯洛文尼亚语歌曲。梅拉尼娅的姐姐伊内斯·克瑙斯是巴伦的教母。
巴伦的身高一直是人们猜测的焦点。巴伦在海湖庄园和克纳夫斯葬礼上的照片引发了人们对图像处理问题的质疑。唐纳德·特朗普曾表示，巴伦的身高为6英尺9英寸（2.06）。

### 体育喜好

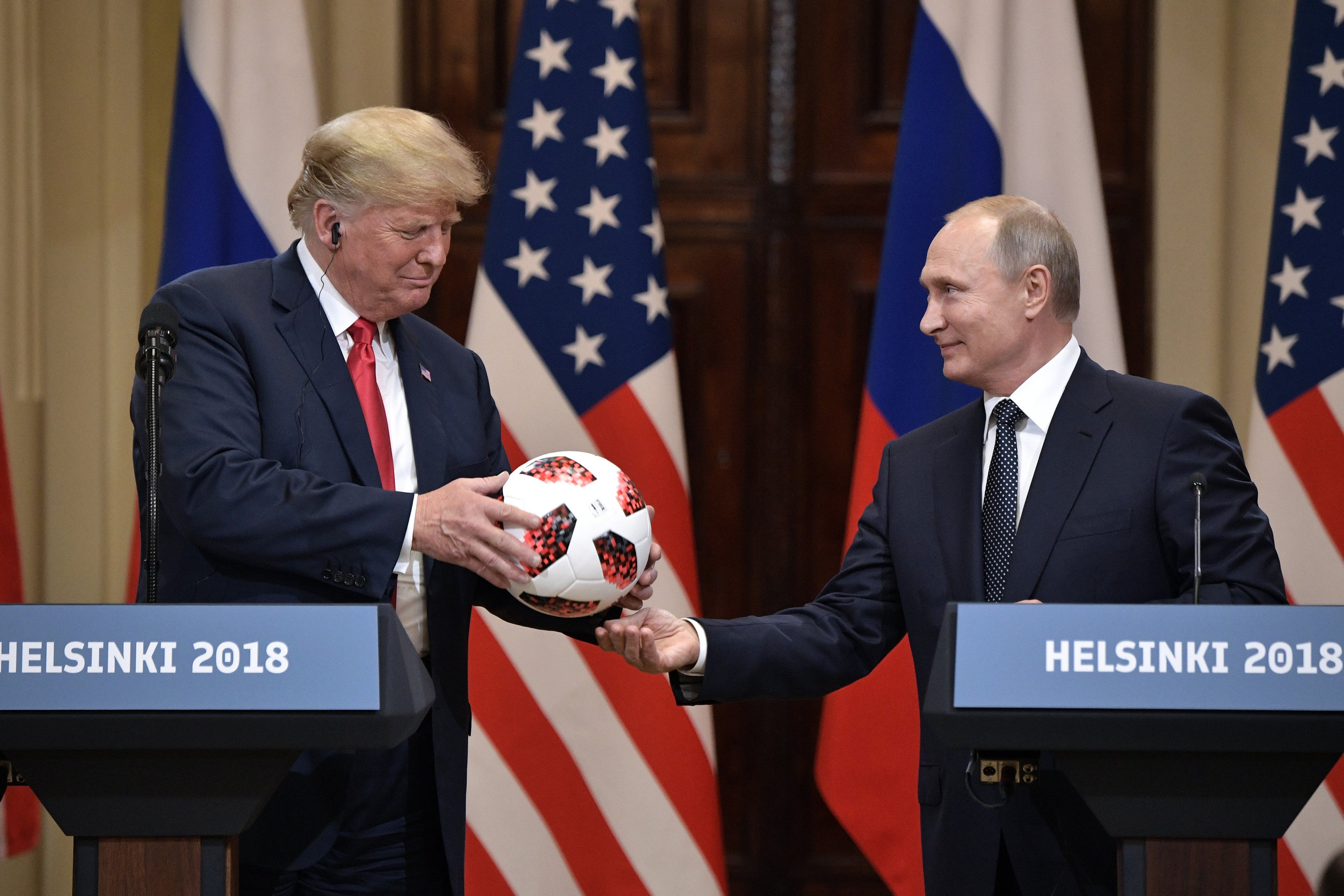
唐纳德·特朗普在2018年美俄峰会上收下Telstar Mechta足球

据《华盛顿邮报》2017年报道，高尔夫是“巴伦最喜欢的运动”，父亲在其第一任总统任期内曾与巴伦一起打高尔夫球。巴伦年轻时曾在中央公园打棒球。据《人物》杂志报道，巴伦的父亲很少见到与巴伦一起打高尔夫球。《华盛顿邮报》报道称，巴伦喜欢足球，是阿森纳足球俱乐部的球迷。2017年4月，在白宫举行的复活节滚彩蛋活动中，巴伦与华盛顿联队前锋帕特里克·马林斯以及中场球员朱利安·布舍尔和马塞洛·萨瓦斯共同讨论了足球。华盛顿联队送给他一个个性化足球。同年9月，特朗普加入华盛顿联队学院（少年队），担任中场球员。2018年美俄峰会期间，巴伦的父亲表示他会将俄罗斯总统弗拉基米尔·普京赠送的“Telstar Mechta”送给他，但据彭博社报道，美国法律禁止巴伦收受该足球。2018年12月，巴伦在白宫会见了华盛顿联队前锋韦恩·鲁尼。据报道，巴伦要求他的父亲邀请鲁尼参加活动。

## 轶事
2019年12月4日，美国众议院司法委员会举行首场法理弹劾听证会。一位出席听证会的斯坦福大学法学教授帕梅拉·卡兰发言中提及了巴伦·特朗普的名字，表示“虽然总统可以给他的儿子起名为‘巴伦’（Barron），但却不能让他成为男爵（baron）”。这一一语双关的言论引发梅拉尼娅的愤怒，并在Twitter上表示“未成年儿童需要保护隐私、远离政治”。事后，卡兰就此言论公开致歉。

### 引用书籍
- Bennett, Kate. . London: Flatiron Books. 2019. ISBN 978-1-250-30737-8.
- Hemingway, Mollie. . Washington, D.C.: Regnery Publishing. 2021. ISBN 978-1-6845-1259-1.
- Jordan, Mary. . New York City: Simon and Schuster. 2020. ISBN 978-1-9821-1340-7.